# Seen Between the Lines
Seen Between the Lines è il primo VHS del gruppo musicale thrash metal statunitense Testament, pubblicato dalla Atlantic Vision Entertainment nel 1991.
È stato rimasterizzato e immesso sul mercato in versione DVD nel 2005 dalla Escapi Music.

## Il video
Il video serviva a promuovere la band con quattro dei videoclip realizzati fino ad allora.
Questi sono preceduti da delle performance eseguite dal vivo durante il tour di supporto al quarto album in studio Souls of Black, alternate e inframezzate da interviste e filmati realizzati nel periodo.

## Tracce
1. Intro – 0:22
2. Eerie Inhabitants (Live) – 3:42
3. Footage – 2:22
4. Face in the Sky (Live) – 3:36
5. Footage – 2:24
6. Greenjouse Effect (Live) – 4:17 – Including two Skolnick's speech..
7. Footage – 2:13
8. Souls of Black (Live) – 2:04 – Intro with sound-check
9. Footage – 3:02
10. Sins of Omission (Live) – 4:18
11. Footage – 5:12
12. Disciples of The Watch (Live) – 4:27
13. Footage – 1:24
14. End of the concert (Live) – 0:28
15. Nobody's Fault (Video) – 5:00 – cover degli Aerosmith
16. Practice What You Preach (Video) – 5:05
17. Souls of Black (Video) – 3:30
18. The Legacy (Video) – 4:38
19. Credits with "Absence of Light" – 1:20

## Formazione
- Chuck Billy – voce
- Eric Peterson – chitarra, voce addizionale
- Alex Skolnick – chitarra
- Greg Christian – basso
- Louie Clemente – batteria